# Pilar-Bucht
Die Pilar-Bucht ist eine flache Meeresbucht im Nordosten der Insel Panay auf den Philippinen, an der die Gemeinden Pilar, Panay, Pontevedra und President Roxas liegen. 
Sie ist eine 520 km² große Meeresausbuchtung im Süden des Jintotolo-Kanals. Im Süden der Bucht zweigen die kleinere Palongpong-Bucht und im Südwesten die Cauit-Bucht von der Hauptbucht ab. In die Palongpong-Bucht mündet der wasserreiche Pontevedra River. Zahlreiche kleinere, flache Inseln und Korallenriffe liegen der Küste der Insel Panay vorgelagert. Die Bucht ist das Hauptfischfanggebiet für die Fischer der an der Bucht liegenden Gemeinden. An der Küstenlinie der Bucht liegen ausgedehnte Mangrovenwälder, Wattflächen und Sandstrände. Das flachere Inland von Panay wird zum Anbau von Reis, dem Hauptnahrungsmittel, genutzt.   
Die Bucht hat ein tropisch-feuchtes Klima ohne Trockenzeit. Die trockensten Monate sind November bis April, den Rest des Jahres fallen zum Teil starke Niederschläge. 

## Weblink
- die Pilar Bay auf der Website des ASEAN Centre for Biodiversity (englisch)